# Герман (химия)
Герма́н (также моногерма́н; тетрагидри́д герма́ния) — бинарное неорганическое соединение металла германия и водорода с формулой GeH4, бесцветный тяжёлый горючий газ с характерным неприятным запахом, реагирует с водой. Сильно ядовит. Неагрессивен по отношению к алюминию, нержавеющей стали. Гомолог метана CH4.

## Получение
- Действие алюмогидрида лития на хлорид германия(IV) в диэтиловом эфире:

{\displaystyle {\mathsf {GeCl_{4}+LiAlH_{4}\ {\xrightarrow {}}\ GeH_{4}+LiAlCl_{4}}}}
- Обработка хлорида германия(IV) цинком в кислой среде:

{\displaystyle {\mathsf {GeCl_{4}+4Zn+2H_{2}SO_{4}\ {\xrightarrow {}}\ GeH_{4}+2ZnCl_{2}+2ZnSO_{4}}}}
- При действии кислот на германид магния образуется моногерман с примесью высших германов, которые разделяют перегонкой:

{\displaystyle {\mathsf {Mg_{2}Ge+4HCl\ {\xrightarrow[{-MgCl_{2}}]{}}\ GeH_{4},Ge_{2}H_{6},Ge_{3}H_{8}}}}

## Физические свойства
Герман представляет собой бесцветный тяжёлый газ с температурой кипения -88 °C. Плотность при нормальных условиях (0 °C, 760 мм рт.ст.) 3,420 кг/м3 (в 2,65 раз тяжелее воздуха). Энтальпия плавления 0,837 кДж/моль (при −165,9 °C). Энтальпия испарения 14,058 кДж/моль (при −88,35 °C).

## Химические свойства
- Разлагается при нагревании (при пропускании через нагретую стеклянную трубку образует блестящее зеркало металлического германия)

{\displaystyle {\mathsf {GeH_{4}\ {\xrightarrow {280^{o}}}\ Ge+2H_{2}}}}
- При пропускании через раствор нитрата серебра образуется чёрный германид серебра:

{\displaystyle {\mathsf {GeH_{4}+4AgNO_{3}\ \xrightarrow {} \ Ag_{4}Ge\downarrow +4HNO_{3}}}}
- Реагирует с серой при нагревании:

{\displaystyle {\mathsf {GeH_{4}+4S\ {\xrightarrow {T}}\ GeS_{2}+2H_{2}S}}}
- Горит в воздухе и кислороде, образуя диоксид германия и воду:

{\displaystyle {\mathsf {GeH_{4}+2O_{2}\ \xrightarrow {} \ GeO_{2}+2H_{2}O}}}

## Использование
Разложение германа при нагревании используется для выращивания кристаллов германия методом газофазной эпитаксии.

## Распространённость в природе
Моногерман обнаружен в составе тропосферы Юпитера с молярным содержанием (7 ± 2)·10−10.